# Yanis Lenne
Yanis Lenne (Colmar, 29 de junio de 1996) es un jugador de balonmano francés que juega de extremo derecho en el Montpellier HB de la LNH. Es internacional con la selección de balonmano de Francia.
Con la selección francesa sub-18 ganó la medalla de oro en el Europeo 2014 de la categoría y con la sub-19 ganó la medalla de oro en el Mundial 2015.

## Palmarés

### Selección nacional
| Campeonato Mundial | Campeonato Mundial | Campeonato Mundial | Campeonato Mundial |
| Año                | Lugar              | Medalla            |                    |
| ------------------ | ------------------ | ------------------ | ------------------ |
| 2023               | Polonia y Suecia   | Medalla de plata   |                    |
| Campeonato Europeo |                    |                    |                    |
| Año                | Lugar              | Medalla            |                    |
| 2024               | Alemania           | Medalla de oro     |                    |

### FC Barcelona
- Campeonato Mundial de Clubes de Balonmano (1): 2017
- Copa Asobal (1): 2018
- Supercopa de España de Balonmano (1): 2018
- Liga Asobal (1): 2018
- Copa del Rey de Balonmano (1): 2018

## Clubes
- Sélestat Alsace HB (2015-2017)
- FC Barcelona (2017-2018)[3]
- Pays d'Aix UCH (2018-2019) (cedido)[4]
- Montpellier HB (2019- )